# Callialaria curvicaulis
Callialaria curvicaulis är en bladmossart som beskrevs av Ryszard Ochyra 1989. Callialaria curvicaulis ingår i släktet Callialaria och familjen Amblystegiaceae. Inga underarter finns listade i Catalogue of Life.